# True Kings of Norway
True Kings of Norway est un split-album des groupes de black metal norvégiens Emperor, Immortal, Dimmu Borgir, Ancient et Arcturus. L'album est sorti en 2000 sous le label Spinefarm Records.

## Liste des morceaux
| No  | Titre                                                 | Musique      | Durée |
| --- | ----------------------------------------------------- | ------------ | ----- |
| 1.  | The Ancient Queen                                     | Emperor      |       |
| 2.  | Witches Sabbath                                       | Emperor      |       |
| 3.  | Lord Of The Storms (Evil Necro Voice From Hell Remix) | Emperor      |       |
| 4.  | Diabolical Fullmoon Mysticism                         | Immortal     |       |
| 5.  | Unholy Forces Of Evil                                 | Immortal     |       |
| 6.  | The Cold Winds Of Funeral Frost                       | Immortal     |       |
| 7.  | Inn I Evighetens Mørke (Part. I)                      | Dimmu Borgir |       |
| 8.  | Inn I Evighetens Mørke (Part. II)                     | Dimmu Borgir |       |
| 9.  | Raabjørn Speiler Draugheimens Skodde                  | Dimmu Borgir |       |
| 10. | Det Glemte Riket                                      | Ancient      |       |
| 11. | Huldradans                                            | Ancient      |       |
| 12. | My Angel                                              | Arcturus     |       |
| 13. | Morax                                                 | Arcturus     |       |